# Pharnace II
Ne doit pas être confondu avec Pharnace II (satrape perse).
Pharnace II (en grec moderne : Φαρνάκης Βʹ), mort en 47 av. J.-C., est un roi du Pont et du Bosphore de la dynastie des Mithridatides qui règne de 63 av. J.-C. à 47 av. J.-C.

## Biographie

### Constitution du royaume
Fils aîné et successeur désigné de son père, Mithridate VI, il se révolte contre lui dans le contexte de la Troisième guerre de Mithridate. Sa révolte contraint son père, abandonné par ses armées, au suicide. Pharnace II conserve le royaume du Bosphore qui lui est concédé par le vainqueur Pompée.
Profitant des guerres civiles romaines, Pharnace II, maître du royaume du Bosphore et, théoriquement, du royaume du Pont, tente de récupérer les territoires anatoliens pris par les Romains à son père Mithridate VI en 64 av. J.-C. Pharnace récupère d'abord la Colchide, progressant dans le Pont et en Cappadoce. Une première armée romaine, associée à des renforts galates et du royaume d'Ariobarzane, est battue à Nicopolis. Pharnace prend ensuite Amisos, exterminant les colons romains.
Jules César arrive avec de nouvelles troupes ; la rencontre a lieu à Zéla, et César défait Pharnace. La rapidité de la campagne (d'avril à juin 47 av. J.-C.) est à l'origine du célèbre Veni, vidi, vici.

### Mort de Pharnace
Pharnace II s'enfuit par le Pont Euxin. Il est tué peu après, à l'âge de 50 ans dans un engagement contre les forces navales de son ennemi Asandros, en tentant de forcer le passage pour regagner son royaume du Bosphore.
Dans son royaume du Bosphore, Pharnace eut comme successeur sa fille et héritière Dynamis. Après huit années d'occupation romaine, le royaume du Pont fut donné en 39 av. J.-C. par Marc Antoine à son fils illégitime Darios, qui le conserva jusqu'en 37 av. J.-C.

## Famille

### Mariage et enfants
De son union avec une femme noble d'origine sarmate, il eut :
- Dynamis du Pont.

## Galerie

Extension du Royaume du Bosphore (en rouge clair à l'ouest) sous Pharnace II.